# Divizia Națională 2002-2003
Divizia Națională 2002-2003 a fost cea de-a 12-a ediție a Diviziei Naționale de la fondarea ei. În această ediție numărul de cluburi participante a fost de 8.

## Mișcarea echipelor
La finele sezonului precedent, echipa Happy End Camenca a retrogradat în eșalonul inferior, iar Dacia Chișinău a obținut promovarea directă. 
În urma play-off-ului Tiligul-Tiras Tiraspol a retrogradat, iar Politehnica Chișinău i-a luat locul în prima divizie. Constructorul Chișinău și a schimbat sediul din Cioburciu la Tiraspol și și-a schimbat numele în FC Tiraspol.

## Clasament final
| Loc | Club                   | M  | V  | E | î  | GM | GP | Pct | Note                               |
| --- | ---------------------- | -- | -- | - | -- | -- | -- | --- | ---------------------------------- |
| 1   | Sheriff Tiraspol       | 24 | 19 | 3 | 2  | 64 | 15 | 60  | Liga Campionilor 2003-2004 Runda I |
| 2   | Zimbru Chișinău        | 24 | 15 | 5 | 4  | 47 | 20 | 50  | Cupa UEFA 2003-2004 Runda I        |
| 3   | Nistru Otaci           | 24 | 13 | 3 | 8  | 33 | 24 | 42  | Cupa UEFA 2003-2004 Runda I        |
| 4   | Dacia Chișinău         | 24 | 8  | 8 | 8  | 24 | 28 | 32  |                                    |
| 5   | FC Tiraspol            | 24 | 7  | 5 | 12 | 27 | 38 | 26  |                                    |
| 6   | Agro-Goliador Chișinău | 24 | 4  | 8 | 12 | 13 | 33 | 22  |                                    |
| 7   | Politehnica Chișinău   | 24 | 1  | 2 | 21 | 8  | 58 | 5   | Play-off                           |
| 8   | FC Hîncești‡           | 0  | 0  | 0 | 0  | 0  | 0  | 0   | Retrogradată în Divizia "A"        |

‡ FC Hîncești s-a retras din competiție în timpul pauzei de iarnă. La acel moment avea următoarea linie de clasament: 14/0/0/14/4-36/0 .

## Play-off promovare
| FC Unisport-Auto Chișinău | 0 - 2 | FC Politehnica Chișinău |
| ------------------------- | ----- | ----------------------- |
|                           |       |                         |

## Topul marcatorilor
| Loc | Jucător         | Club                | Goluri |
| --- | --------------- | ------------------- | ------ |
| 1   | Sergiu Dadu     | FC Tiraspol/Sheriff | 19     |
| 2   | Serghei Șișelov | Zimbru Chișinău     | 13     |
| 2   | Cristian Tudor  | Zimbru Chișinău     | 13     |
| 4   | Andrei Nesteruc | Nistru Otaci        | 12     |

## Legături externe
- Moldova - List of final tables (RSSSF)
- Divizia Națională 2002-2003 Arhivat în 7 decembrie 2014, la Wayback Machine. pe soccerway.com
- Divizia Națională 2002-20033 - Statistica - Meciuri
- Arhiva campionatelor Moldovei Arhivat în 16 decembrie 2013, la Wayback Machine. - FMF.md